# Fontinalis ligurica
Fontinalis ligurica là một loài Rêu trong họ Fontinalaceae. Loài này được (M. Fleisch.) Mönk. mô tả khoa học đầu tiên năm 1927.